# Melvin Frank
Melvin Frank (Chicago, 13 agosto 1913 – Los Angeles, 13 ottobre 1988) è stato un regista, sceneggiatore e produttore cinematografico statunitense.
Tra gli altri, diresse i film Il giullare del re (1955), che nel 2004 è stato scelto per la conservazione nel National Film Registry della Biblioteca del Congresso degli Stati Uniti, e Un tocco di classe (1973), candidato all'Oscar al miglior film.

## Filmografia

### Regista
- Testa rossa (The Reformer and the Redhead) (1950) (co-regia di Norman Panama)
- Matrimonio all'alba (Strictly Dishonorable) (1951) (co-regia di Norman Panama)
- Callaway Went Thataway (1951) (co-regia di Norman Panama)
- Il prezzo del dovere (Above and Beyond) (1952) (co-regia di Norman Panama)
- Un pizzico di follia (Knock on Wood) (1954) (co-regia di Norman Panama)
- Il giullare del re (The Court Jester) (1955) (co-regia di Norman Panama)
- Quel certo non so che (That Certain Feeling) (1956) (co-regia di Norman Panama)
- I ribelli del Kansas (The Jayhawkers!) (1959)
- Il villaggio più pazzo del mondo (Li'l Abner) (1959)
- Un adulterio difficile (The Facts of Life) (1960)
- Strani compagni di letto (Strange Bedfellows) (1965)
- Buonasera, signora Campbell (Buona Sera Mrs. Campbell) (1968)
- Un tocco di classe (A Touch of Class) (1973)
- Prigioniero della seconda strada (Prisoner of Second Avenue) (1975)
- La volpe e la duchessa (The Duchess and the Dirtwater Fox) (1976)
- Marito in prova (Lost and Found) (1979)
- Bobo, vita da cani (Walk Like a Man) (1987)

### Sceneggiatore
- I cercatori d'oro (Road to Utopia), regia di Hal Walker (1946)
- Monsieur Beaucaire, regia di George Marshall (1946)